# Lamentations (Live at Shepherd's Bush Empire 2003)
Lamentations é o primeiro DVD ao vivo da banda sueca de death metal progressivo Opeth, lançado pela gravadora Music for Nations em 2004. Essa gravação ao vivo no Shepherd's Bush Empire, quinta-feira, 25 de setembro de 2003, apresenta o Opeth tocando o álbum Damnation em sua totalidade, seguindo pelas mesmas canções da banda de Blackwater Park e Deliverance. O DVD também inclui um documentário de ambos o making of de Damnation e Deliverance, que tem uma duração de aproximadamente 65 minutos. O documentário abrange ambos os álbuns, porque eles foram gravados ao mesmo tempo. Uma versão em CD de 2 discos da gravação ao vivo foi lançado em 2006 no Collecter's Edition Slipcase.
A única canção que foi tocada de álbuns antes de Blackwater Park foi "Demon of the Fall" (do álbum My Arms, Your Hearse) como uma canção bis. Essa canção não foi filmada para o DVD. Questões de licenciamento com gravadoras anteriores impediu que isso acontecesse na época do lançamento do disco. Dado que a banda agora conta com o apoio de uma grande gravadora, a Roadrunner Records, eles têm a capacidade de negociar a inclusão de algumas das suas mais velhas canções sobre futuros lançamentos em DVD (tais como The Roundhouse Tapes).
A gravação é geralmente considerada como tendo som excepcionalmente claro e bonito e qualidade visual, embora o crítico do Allmusic, John Serba, queixando-se da onipresença de tiros do que ele denominava de "Åkerfeldt Orifice Cam", mostrando close-ups da boca e do nariz do cantor nos mínimos detalhes.

## Conteúdo

### CD
| Disco 1 |                             |         |  |
| N.º     | Título                      | Duração |  |
| 1.      | "Opening"                   | 1:25    |  |
| 2.      | "Windowpane"                | 9:16    |  |
| 3.      | "In My Time of Need"        | 6:37    |  |
| 4.      | "Death Whispered a Lullaby" | 7:11    |  |
| 5.      | "Closure"                   | 9:45    |  |
| 6.      | "Hope Leaves"               | 6:11    |  |
| 7.      | "To Rid the Disease"        | 7:11    |  |
| 8.      | "Ending Credits"            | 4:22    |  |
| 9.      | "Harvest"                   | 6:15    |  |
| 10.     | "Weakness"                  | 6:05    |  |

| Disco 2 |                        |         |  |
| N.º     | Título                 | Duração |  |
| 1.      | "Master's Apprentices" | 10:34   |  |
| 2.      | "The Drapery Falls"    | 10:56   |  |
| 3.      | "Deliverance"          | 12:36   |  |
| 4.      | "The Leper Affinity"   | 11:01   |  |
| 5.      | "A Fair Judgement"     | 13:50   |  |

### DVD
| Concerto       |                             |         |  |
| N.º            | Título                      | Duração |  |
| 1.             | "Introduction"              | 1:25    |  |
| 2.             | "Windowpane"                | 9:16    |  |
| 3.             | "In My Time of Need"        | 6:37    |  |
| 4.             | "Death Whispered a Lullaby" | 7:11    |  |
| 5.             | "Closure"                   | 9:45    |  |
| 6.             | "Hope Leaves"               | 6:11    |  |
| 7.             | "To Rid the Disease"        | 7:11    |  |
| 8.             | "Ending Credits"            | 4:22    |  |
| 9.             | "Harvest"                   | 6:15    |  |
| 10.            | "Weakness"                  | 6:05    |  |
| 11.            | "Master's Apprentices"      | 10:34   |  |
| 12.            | "The Drapery Falls"         | 10:56   |  |
| 13.            | "Deliverance"               | 12:38   |  |
| 14.            | "The Leper Affinity"        | 11:01   |  |
| 15.            | "A Fair Judgement"          | 13:51   |  |
| Duração total: | Duração total:              | 188:00  |  |

- "O documentário "The Making of Deliverance and Damnation".

## Créditos
- Mikael Åkerfeldt – vocal, guitarra
- Peter Lindgren – guitarra
- Per Wiberg – teclado, vocal de apoio
- Martin Mendez – baixo
- Martin Lopez – bateria